# Histoire de la protection et l'éducation de la petite enfance
 (février 2022).
 (février 2022).
L'histoire de la protection et l'éducation de la petite enfance retrace le développement de la protection et l’éducation des enfants depuis le bas âge jusqu'à l'âge de huit ans depuis l'époque contemporaine. La protection et l'éducation de la petite enfance constituent depuis toujours une préoccupation constante des sociétés humaines. L’organisation de ce rôle sociétal, qui a évolué au fil du temps et reste varié selon les cultures, est souvent le reflet des structures familiales et communautaires ainsi que des rôles sociaux et économiques dévolus aux femmes et aux hommes. D’un point de vue historique, la protection et l'éducation de la petite enfance s'apparente à une organisation essentiellement informelle associant la famille, le foyer et les membres de la communauté. C’est au XIXe siècle que cette organisation s’est institutionnalisée, avec la création de jardins d’enfants à visée éducative et de crèches dans une grande partie de l’Europe et de l’Amérique du Nord, au Brésil, en Chine, en Inde, en Jamaïque et au Mexique,,,. 

## Origine
Le service public généralisé d’éducation et de protection de la petite enfance est apparu pour la première fois dans la fédération de Russie au début du XXe siècle, dans le cadre du projet socialiste visant à favoriser une égale participation des femmes et des hommes à la production et à la vie publique, et à offrir une instruction publique aux enfants dès leur plus jeune âge. Les pays socialistes ou anciennement socialistes comme le Cambodge, la Chine et le Viet Nam ont adopté ce nouveau mode d’organisation.  
La France a également fait œuvre de pionnier en intégrant la maternelle au système éducatif dès 1886. Elle a, par ailleurs, étendu son offre d’éducation préscolaire dans les années 1950. En termes réels, l’expansion des services d’éducation et protection de la petite enfance a véritablement commencé dans les années 1960, parallèlement à l’essor considérable pris par la participation des femmes au marché du travail et aux évolutions majeures des politiques de l’enfant et de la famille en Europe et aux États-Unis d’Amérique,. 

## Le développement de la protection et l'éducation années 1990
Les années 1990 ont ouvert une ère nouvelle dans l’évolution de l’éducation et la protection de la petite enfance, qui a vu son rôle se renforcer grâce à la rapidité avec laquelle a été ratifiée la Convention des Nations unies relative aux droits de l’enfant. En indiquant clairement que « l’enfant » désigne tout être humain âgé de moins de 18 ans, sauf si la majorité est atteinte plus tôt, la Convention des Nations unies relative aux droits de l’enfant renforce la Convention et la Recommandation concernant la lutte contre la discrimination dans le domaine de l’enseignement qui, en tout état de cause, auraient dû s’appliquer aux jeunes enfants. 
Compte tenu de sa force morale et de l’état quasi universel de sa ratification, la Convention des Nations unies relative aux droits de l’enfant reconnaît formellement le droit de l’enfant à la survie et au développement ainsi que le droit de l’enfant à faire connaître ses vues et à prendre part aux décisions qui le concernent d’une manière qui corresponde à ses capacités, l’intérêt supérieur de l’enfant et l’absence de discrimination étant considérés comme des principes primordiaux.  
Bien qu’à l’article 18, la Convention des Nations unies relative aux droits de l’enfant reconnaisse que la responsabilité d’élever l’enfant et d’assurer son développement incombe au premier chef aux parents et, le cas échéant, aux responsables légaux, elle demande aux États parties d’aider les parents et, le cas échéant, les responsables légaux, dans l’exercice de la responsabilité qui leur incombe. 

La protection et l'éducation de la petite enfance a ensuite été stimulée par l’adoption, en mars 1990, de la Déclaration mondiale sur l’Éducation pour tous (EPT) à Jomtien, Thaïlande. Faisant écho à l’Observation  générale nº7,  la Déclaration de Jomtien énonce clairement que :  
« l’apprentissage  commence dès la naissance. Cela implique que l’on accorde l’attention voulue aux soins aux enfants et à leur éducation initiale » (article  5).  
La reconnaissance inédite de la protection et l'éducation de la petite enfance comme partie intégrante de l’éducation de base figure également parmi les grands objectifs adoptés lors du Sommet mondial pour les enfants organisé en 1990 par les Nations unies. Dix ans plus tard, en 2000, cette vision élargie de l’éducation de base est reprise avec force dans le Cadre d’action de Dakar sur l'Éducation pour tous, adopté à l’issue du Forum mondial sur l’éducation, ainsi que l’énonce le premier des six objectifs de l’Éducation pour tous :  
« développer et améliorer sous tous leurs aspects la protection et l’éducation de la petite enfance, et notamment des enfants les plus  vulnérables  et  défavorisés ». 

## Le développement de la protection et l'éducation au XXIe siècle

### Développement
La protection et l'éducation de la petite enfance a également été renforcée, mais en partie seulement, par les Objectifs du Millénaire pour le développement (OMD) adoptés lors du Sommet du Millénaire des Nations unies en 2000. Deux des OMD concernent directement le développement de la petite enfance : 
- Améliorer la santé maternelle, avec pour cibles de réduire de trois quarts les taux de mortalité maternelle et de rendre universel l’accès à la médecine procréative (OMD 5).
- Réduire de deux tiers les taux de mortalité des enfants de moins de 5 ans entre 1990 et 2015 (OMD 4)[1].

Les composantes de la protection et l'éducation de la petite enfance relatives à la santé maternelle et infantile ont donc été intégrées aux « efforts pour répondre aux  besoins des plus pauvres du monde », mais la protection de l’enfant et l’éducation  préscolaire n’ont pas été prises en considération.

### Recherche
À partir des années 2010, la protection et l'éducation de la petite enfance a suscité une attention grandissante de la part de diverses parties prenantes dont le secteur de la recherche, la société civile et les organisations intergouvernementales qui ont contribué à mieux faire comprendre le caractère global et multisectoriel de la protection et l'éducation de la petite enfance.  
La recherche continue de réunir des données sur les multiples bienfaits de la protection et l'éducation de la petite enfance sur le plan du développement, que ce soit dans les domaines de la santé, de l’éducation, du bien-être social et affectif, de l’équité et de la cohésion sociales, de l'économie, de l’emploi ou des revenus. 

## Sources
- Cet article est partiellement ou en totalité issu de la page « Les preuves sont là : il faut investir dans l’éducation et la protection de la petite enfance État des lieux dans le monde » de UNESCO, le texte ayant été placé par l’auteur ou le responsable de publication sous la CC BY-SA 3.0 IGO